# 128604 Markfisher
128604 Markfisher este o planetă minoră (asteroid), cu un diametru de 4,38 km, din Outer Main Belt⁠(d). A fost descoperită pe 21 august 2004 la Catalina Station⁠(d) de Catalina Sky Survey. 
Obiectul prezintă o orbită caracterizată de o semiaxă mare de 3,2158941311957 UAi, o excentricitate de 0,18, o înclinație de 19 ° în raport cu ecliptica.